# Hussain Sajwani

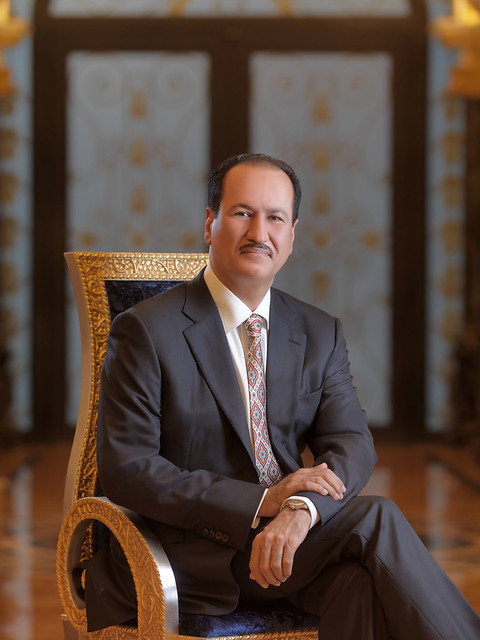
Hussain Sajwani (2013)

Hussain Sajwani (arabisch حسين سجواني, DMG Ḥusain Saǧwānī; * 1952/1953) ist ein emiratischer Geschäftsmann und der Gründer des Immobilienunternehmens DAMAC Properties und der privaten Investmentgesellschaft DAMAC Group. Von Forbes wurde sein Vermögen 2025 auf 10,2 Milliarden US-Dollar geschätzt, womit er zu den reichsten Geschäftsleuten der arabischen Welt gehört.

## Laufbahn
Sajwani wurde als das älteste von fünf Kindern einer Händlerfamilie geboren. Sein Vater war Kaufmann mit einem Laden auf einem örtlichen Souk und verkaufte Uhren, Stifte, Bekleidung und Importware aus China. Mithilfe eines staatlichen Stipendiums studierte Sajwani auf einer medizinischen Hochschule im Irak, wo er jedoch durchfiel. Daraufhin ging er in die Vereinigten Staaten, wo er Wirtschaftsingenieurwesen an der University of Washington in Seattle studierte.
Er begann seine Karriere 1981 in der Finanzabteilung von Abu Dhabi Gas Industries. Zwei Jahre später gründete er ein Catering-Unternehmen, zu dessen Kunden unter anderem das US-Militär und die Bechtel Corporation gehörten. Das Unternehmen wurde später zu Global Logistics Services.
2002 gründete er das Immobilienunternehmen DAMAC Properties, gerade als sich der Immobilienmarkt in den Emiraten in einem rasanten Aufschwung befand. Zu den Projekten von DAMAC gehören neben Wohn- und Gewerbeimmobilien auch Hotels und Golfanlagen. Das Unternehmen wurde 2015 an der Börse gelistet, jedoch 2022 wieder zu einem Privatunternehmen, nachdem Sajwani alle börsengelisteten Anteile wieder aufkaufte.
2011 wurde Sajwani von einem ägyptischen Gericht in Abwesenheit wegen Korruption zu fünf Jahren Haft verurteilt, die Strafe wurde jedoch später ausgesetzt.
Im Jahr 2019 schloss Sajwanis private Investmentfirma die Übernahme des italienischen Modekonzerns Roberto Cavalli ab. 2022 erwarb Sajwani den Juwelier De Grisogono. Darüber hinaus gründete er Edgnex im selben Jahr, um weltweit Rechenzentren zu errichten.

## Privatleben
Sajwani ist verheiratet, hat vier Kinder und lebt in Dubai. Mehrere seiner Kinder arbeiten in seinem Unternehmen. Sein Sohn Ali Sajwani erhielt 2017 den Arabian Business Achievement Awards der Zeitschrift Arabian Business.

## Beziehung zu Donald Trump
Sajwani ist ein enger Freund und Verbündeter des amerikanischen Präsidenten Donald Trump. Sein Unternehmen entwickelte eine Golfplatz-Wohnanlage rund um den Trump International Golf Club in Dubai, der im Februar 2017 eröffnet wurde, wobei Trumps Söhne Donald Jr. und Eric anwesend waren. Die Partnerschaft zwischen DAMAC und der Trump Organization begann 2013.
Der britische Guardian berichtete 2024, dass das ehemalige Vorstandsmitglied von DAMAC, Farooq Arjomand, eine Firma besaß, die Alexander Smirnow 600.000 Dollar dafür zahlte, dass er dem FBI erzählte, Hunter Biden und sein Vater, US-Präsident Joe Biden, seien in Bestechungszahlungen in der Ukraine verwickelt. Smirnow wurde später für seine Falschaussagen angeklagt und zu sechs Jahren Haft verurteilt.
Am 7. Januar 2025 kündigte Sajwani zusammen mit dem designierten US-Präsidenten Donald Trump auf einer Pressekonferenz eine Investition in Höhe von 20 Milliarden US-Dollar für den Bau neuer Rechenzentren in den USA an.